# 立本寺 (甲府市)
立本寺（りゅうほんじ）は、山梨県甲府市池田にある日蓮宗の寺院。山号は延命山。旧本山は身延山久遠寺、鏡師法縁(善学会)。
旧本堂は山梨県指定文化財。

## 歴史

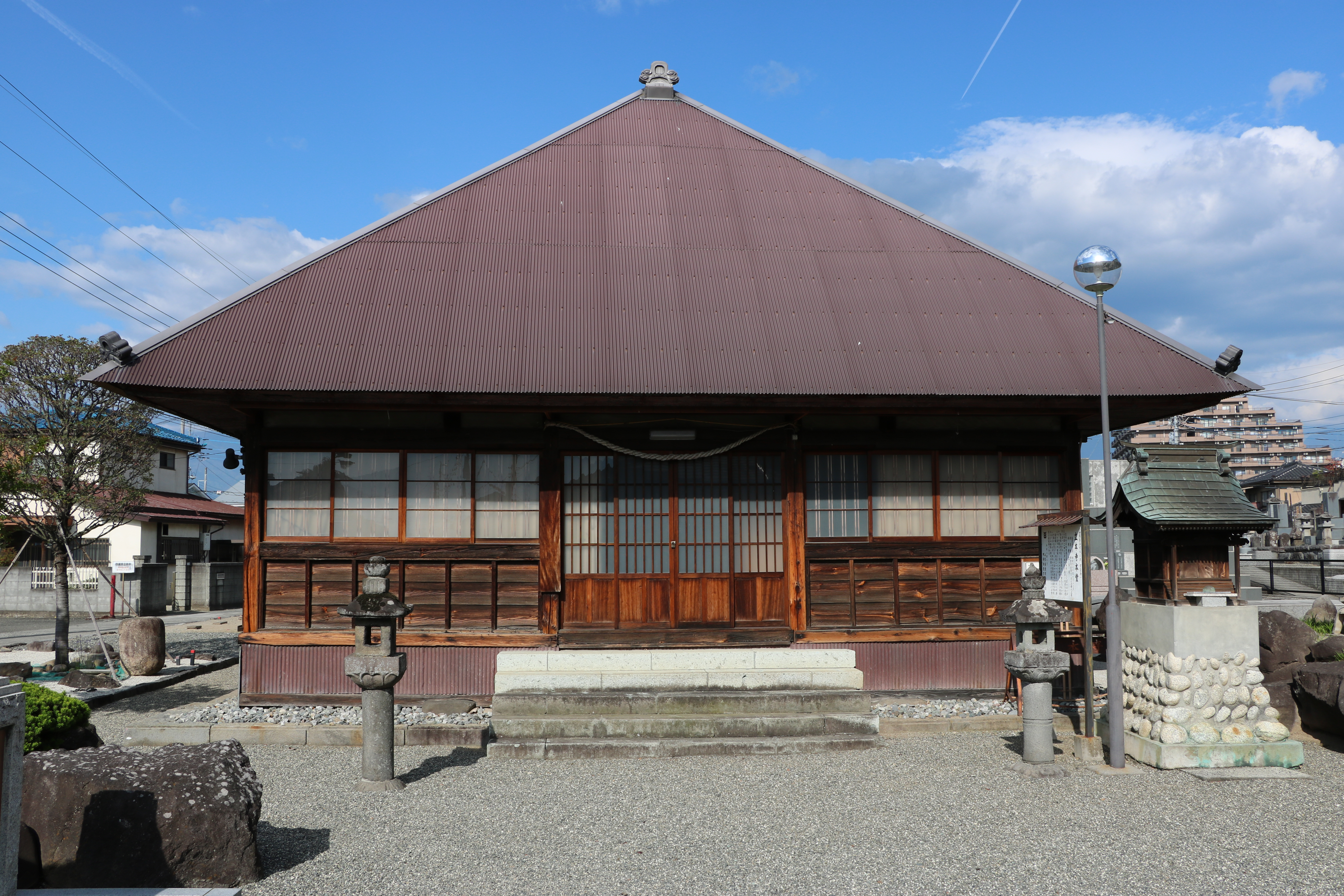
旧本堂（山梨県指定文化財）

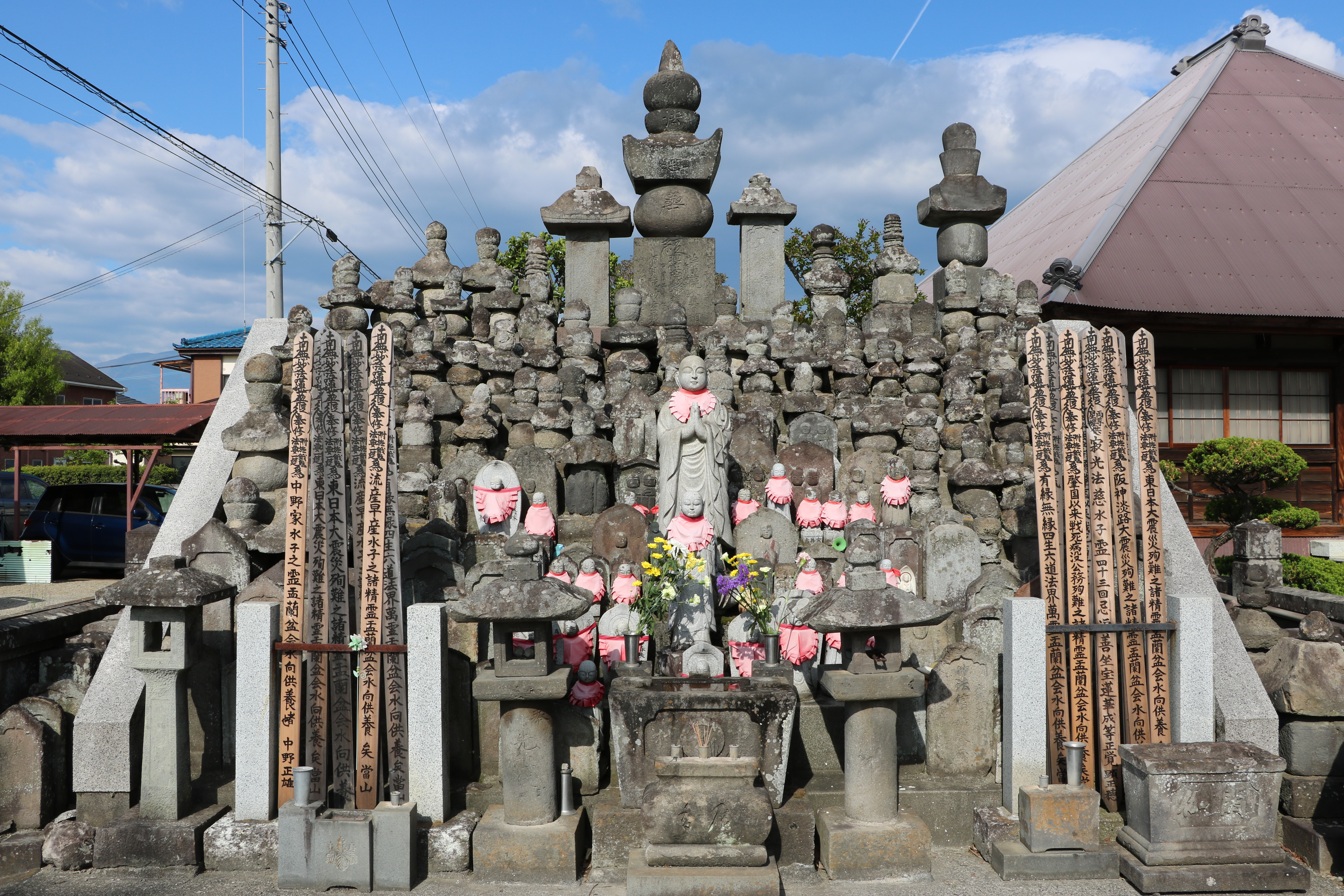
石仏

青山法印（元久2年（1205年）没）を開山に創建された真言宗の寺院龍本寺が起源。応永3年（1396年）順海法印（11世）が日蓮宗寺院に改めた。現在の本堂は平成4年（1992年）に建立されたもの。

## 文化財
- 旧本堂　室町時代中期頃に建立された真言宗の護摩堂を本堂に改めたもの。安政2年（1855年）大破し修復された。大正13年（1924年）防火のため屋根が茅葺から現在の金属板に改修された。昭和63年（1988年）山梨県の文化財に指定された[1]。